# 王道副金星介
王道副金星介（学名：Paracypria wangtaoa）为副金星介科副金星介屬下的一个种。